# Ulises Sánchez
Ulises Benjamin Sánchez Scotta (Río Segundo, 26 giugno 1998) è un calciatore argentino, centrocampista del Belgrano.

## Caratteristiche tecniche
Centrocampista polivalente, viene utilizzato principalmente come esterno destro.

## Carriera
Sánchez è cresciuto nel settore giovanile del Belgrano, con cui ha firmato il suo primo contratto professionistico nel luglio del 2019. Ha debuttato in prima squadra il 16 novembre seguente nell'incontro di Primera B Nacional pareggiato 2-2 contro l'Alvarado ed il 27 dicembre 2020 ha segnato il suo primo gol nel successo per 2-0 sul Nueva Chicago.
Nel 2022 ha vinto il campionato di seconda divisione ottenendo la promozione in Primera División e l'anno seguente, complice la partenza di Bruno Zapelli all'Athl. Paranaense, ha ottenuto una maglia da titolare per tutta la stagione, giocando 43 incontri stagionali quasi tutti dal primo minuto. Il 31 marzo 2024 ha riportato la rottura del legamento crociato del ginocchio destro nel corso di una partita contro il Tigre, concludendo in anticipo la stagione.

## Statistiche

### Presenze e reti nei club
Statistiche aggiornate al 26 giugno 2024.
| Stagione        | Squadra         | Campionato      | Campionato | Campionato | Coppe nazionali | Coppe nazionali | Coppe nazionali | Coppe continentali | Coppe continentali | Coppe continentali | Altre coppe | Altre coppe | Altre coppe | Totale | Totale | Totale |
| Stagione        | Squadra         | Comp            | Pres       | Reti       | Comp            | Pres            | Reti            | Comp               | Pres               | Reti               | Comp        | Pres        | Reti        | Pres   | Reti   |        |
| --------------- | --------------- | --------------- | ---------- | ---------- | --------------- | --------------- | --------------- | ------------------ | ------------------ | ------------------ | ----------- | ----------- | ----------- | ------ | ------ | ------ |
| 2019-2020       | Belgrano        | PBN             | 4          | 0          | CA              | 0               | 0               |                    | -                  | -                  |             | -           | -           | 4      | 0      |        |
| 2020            | Belgrano        | PBN             | 4          | 0          |                 | -               | -               |                    | -                  | -                  |             | -           | -           | 4      | 0      |        |
| 2021            | Belgrano        | PBN             | 29         | 1          |                 | -               | -               |                    | -                  | -                  |             | -           | -           | 29     | 1      |        |
| 2022            | Belgrano        | PBN             | 28         | 1          | CA              | 3               | 0               |                    | -                  | -                  |             | -           | -           | 31     | 1      |        |
| 2023            | Belgrano        | PD              | 26         | 2          | CA+CdL          | 2+15            | 0+2             |                    | -                  | -                  |             | -           | -           | 43     | 4      |        |
| 2024            | Belgrano        | PD              | 0          | 0          | CA+CdL          | 1+12            | 0+4             | CS                 | 0                  | 0                  |             | -           | -           | 13     | 4      |        |
| Totale carriera | Totale carriera | Totale carriera | 92         | 5          |                 | 33              | 6               |                    | 0                  | 0                  |             | -           | -           | 125    | 11     |        |

## Palmarès

### Club

#### Competizioni nazionali
- Primera B Nacional: 1

Belgrano: 2022